# Trizna
«Тризна» — российская англоязычная музыкальная группа в жанре трэш-метал.

## История
Основной костяк группы сформировался в 1984 году. Первоначальный состав группы — Константин Селезнёв (гитара), Станислав Вознесенский (ударные) и Андрей Гукленгофф (бас), а называлась она «Стоп-кран». В 1986 году группа сменила название на «Тризну», в это же время выходит первый пробный демо-альбом.
В связи со всеобщей воинской повинностью Селезнев и Гукленгофф ушли в армию и на два года группа впала в спячку. С 1988 года Тризна снова оживает, музыканты нарабатывают новый материал и концертную программу. В 1989-1990 годах записывается демо группы в Московской Рок-Лаборатории у лидера группы «Шах» Антона Гарсиа. Переломным моментом становится 1991 год, на одном из концертов группа встречает будущего вокалиста группы — Илью Александрова, который пел в то время в московской группе Молот Ведьм. Именно этот квартет и становится основным.
Этим составом группа выступает на историческом концерте у Белого дома в 1992 году, наряду с такими известными коллективами, как Э.С.Т., Чёрный Обелиск, Моральный кодекс, Монгол Шуудан.
В 1992 году на студии «Черного Обелиска» записывается демо-магнитоальбом «Тризна». Результатом дружбы группы с Анатолием Крупновым стала возможность репетировать и записывать материал на базе «Черного Обелиска».
Начиная с 1994 года Тризна подписывает контракт с компанией PolyGram Records (большая заслуга в этом принадлежит Ольге Шабаровой (Пятецкой), директору группы, известной так же как автор и ведущая металлической программы «Чёрная пятница»).
Но свой первый номерной альбом — Out Of Step — группа записывает только в 1995 году под патронатом лично Бориса Зосимова. В этом же году в Голландии выходит сборник «Монстры рока СССР» с одной из песен коллектива. Одновременно журнал Metal Hammer обращает внимание на российскую «прогрессивную металлическую» группу «Тризна», и персонально отмечается мастерство ударника Станислава Вознесенского.
В 1996 году выходит CD-альбом группы «Need For Speed». По семейным обстоятельствам вокалист группы Илья Александров и басист Андрей Гукленгофф покидают группу. Константин Селезнёв эти события комментирует так: «…К сожалению, мягко говоря, люди имеют дурную привычку жениться…» Место Гукленгоффа занимает бас-гитарист группы Э.С.Т. Даниил Захаренков.
В том же 1996 году  группа начинает активно сотрудничать с Кириллом Немоляевым. Совместно создается проект Карданный Вал, позже трансформировавшийся в Бони НЕМ. После непродолжительных репетиций группа в составе: Константин Селезнев, Андрей Гукленгофф, Станислав Вознесенский, Геннадий Миронов во главе с Кириллом Немоляевым пишет дебютную пластику Бони НЕМ «Мелодии и ритмы зарубежной эстрады». С проектом Бони НЕМ группа активно выступает, включая московский концерт Cannibal Corpse.
Весной 1999 года Тризна в новом составе (место вокалиста занимает Дмитрий Борисенков) на студии «Внуково» записывает диск с актуальным названием «Затмение». Этот диск не пошёл в печать, однако материал позже частично вошёл в альбом «Пепел» Чёрного Обелиска. Летом того же года группу покидает Дмитрий Борисенков, а на вакантное место возвращается Илья Александров, и на той же студии «Внуково» Тризна напополам с «Черным Обелиском» записывает магнитоальбом «Песни для радио». После этого творческая жизнь группы замирает на долгие три года.
Вновь воссоединившись лишь в 2003 году, группа пишет третий номерной альбом «Vertical Horizon», который получает восторженные отзывы музыкальных критиков. Практически сразу после выхода альбома к группе присоединяется новый музыкант — басист Дмитрий Скопин, заменивший ушедшего Гукленгоффа.
В 2005 году музыканты Тризны совместно с Кириллом Немоляевым организовывают проект «Фактор Страха» и записывают концептуальный альбом «Фактор страха — Театр Военных Действий, акт 1», кардинально отличающийся от всего предыдущего творчества группы. Вскоре после этого меняет и название.

## Дискография

### Демо-альбомы
- MC, 1986 год — до настоящего времени не сохранился
- «Весёлые отвёртки» — MC, 1988 год
- «Thrash Forever!» — MC, 1989 год
- «More Beer» — MC, 1990—1991
- «Тризна» — MC, 1992 год (Студия «Черный Обелиск»)

### Номерные альбомы
- «Out Of Step» — MC — 1995 год (PolyGram)
- «Need for Speed» — MC, CD — 1996 год (PolyGram)
- «Vertical Horizon» — CD — 2004 год (ООО «МАЛС»)

### Синглы
- «Песни для радио», [Split альбом с группой Чёрный Обелиск] — MC — 2000 год — (Sound Age Productions)

### Сборники
- «Monsters Of Rock USSR» — CD, 1993 год (PolyGram)
- «Russian Tribute to Manowar» — CD, 2005 год — (Piranha Records)

### Совместные проекты
- «Карданный вал» — МС — 1993  год (студия «ШАХ») — совместно с Кириллом Немоляевым (как Карданный вал)
- «Мелодии и ритмы зарубежной эстрады» — MC, CD — 1995 год (PolyGram) — проект «Бони НЕМ»
- «Затмение» — CD — 1999 год (студия «Внуково») — совместно с Дмитрием Борисенковым
- «Театр Военных Действий, Акт 1» — CD — 2005 год (CD-MAXIMUM) — совместно с Кириллом Немоляевым (как Фактор страха)

## Состав
- Илья «Eel-A» Александров — вокал
- Константин Селезнёв — гитара, вокал, клавишные, тексты песен
- Станислав Вознесенский — ударные
- Дмитрий «Викинг» Скопин-Панюков — бас-гитара, бэк-вокал
- Андрей Гукленгофф — бас-гитара
- Даниил Захаренков — бас-гитара
- Леонид Бажора — бас-гитара
- Дмитрий Борисенков — вокал, гитара, тексты песен
- Александр Крылов — бас-гитара
- Геннадий Миронов — клавишные